# X Singles
X Singles è una raccolta degli X Japan pubblicata nel 1993 dall'etichetta discografica Ki/oon Sony Records.

## Il disco
La raccolta contiene tutti i singoli e le b-sides pubblicati sotto la Ki/oon Sony Records.

## Tracce
1. Kurenai - 6:52 -  (Yoshiki)
2. 20th Century Boy (Live Take) - 2:53 -  (Marc Bolan - T.Rex)
3. Endless Rain - 6:33 -  (Yoshiki)
4. X (Live Version) - 9:39 -  (Hitomi Shiratori - Yoshiki)
5. Week End (New Arrange Version) - 5:44 -  (Yoshiki)
6. Endless Rain (Live 2 febbraio 1990) - 6:56 -  (Yoshiki)
7. Silent Jealousy - 7:17 -  (YOSHIKI - YOSHIKI)
8. Sadistic Desire (New Version) - 6:04 -  (Yoshiki - Hide)
9. Standing Sex - 4:21 -  (Miyukihime Igarashi - Yoshiki)
10. Joker - 4:54 -  (HIDE- HIDE)
11. Say Anything - 4:38 -  (Yoshiki)
12. Silent Jealousy (Live Version) - 7:48 -  (Yoshiki)

## Formazione
- Toshi - voce
- TAIJI - basso
- PATA - chitarra
- Hide - chitarra
- Yoshiki- Batteria & Pianoforte